# Сютково
Сютково (пол. Siutkowo) — село в Польщі, у гміні Ваґанець Александровського повіту Куявсько-Поморського воєводства.
Населення — 145 осіб (2011).
У 1975-1998 роках село належало до Влоцлавського воєводства.

## Демографія
Демографічна структура станом на 31 березня 2011 року:
|          | Загалом | Допрацездатний вік | Працездатний вік | Постпрацездатний вік |
| -------- | ------- | ------------------ | ---------------- | -------------------- |
| Чоловіки | 71      | 13                 | 53               | 5                    |
| Жінки    | 74      | 19                 | 42               | 13                   |
| Разом    | 145     | 32                 | 95               | 18                   |